# Хуліо Солер
Хуліо Солер (ісп. Julio Soler, нар. 16 лютого 2004, Асунсьйон) — аргентинський футболіст парагвайського походження, лівий захисник клубу «Ланус».
Виступав за олімпійську збірну Аргентини.

## Клубна кар'єра
Народився 16 лютого 2004 року в парагвайському Асунсьйоні. Дитиною перебрався до Аргентини, де займався футболом у структурі «Лануса». Дорослу футбольну кар'єру розпочав 2022 року в основній команді того ж клубу.

## Виступи за збірні
З 2022 року залучається до складу молодіжної збірної Аргентини. На молодіжному рівні зіграв у 3 офіційних матчах.
2024 року включений до заявки олімпійської збірної Аргентини для участі у футбольному турнірі на тогорічних Олімпійських іграх у Парижі.

## Статистика виступів

### Статистика клубних виступів
Станом на 26 липня 2024
| Сезон             | Команда           | Чемпіонат         | Чемпіонат | Чемпіонат | Національний кубок | Національний кубок | Національний кубок | Континентальні кубки | Континентальні кубки | Континентальні кубки | Інші змагання | Інші змагання | Інші змагання | Усього | Усього | Усього |
| Сезон             | Команда           | Ліга              | Ігор      | Голів     | Ліга               | Ігор               | Голів              | Ліга                 | Ігор                 | Голів                | Ліга          | Ігор          | Голів         | Ігор   | Голів  |        |
| ----------------- | ----------------- | ----------------- | --------- | --------- | ------------------ | ------------------ | ------------------ | -------------------- | -------------------- | -------------------- | ------------- | ------------- | ------------- | ------ | ------ | ------ |
| 2022              | «Ланус»           | ПД                | 3         | 0         | КА+КПЛ             | 0+1                | 0                  | ПК                   | 0                    | 0                    |               | -             | -             | 4      | 0      |        |
| 2023              | «Ланус»           | ПД                | 12        | 0         | КА+КПЛ             | 0+9                | 0                  |                      | -                    | -                    |               | -             | -             | 21     | 0      |        |
| 2024              | «Ланус»           | ПД                | 15        | 0         | КА+КПЛ             | 1+12               | 0                  | ПК                   | 5                    | 0                    |               | -             | -             | 33     | 0      |        |
| Усього за кар'єру | Усього за кар'єру | Усього за кар'єру | 30        | 0         |                    | 23                 | 0                  |                      | 5                    | 0                    |               | -             | -             | 58     | 0      |        |